# Jezioro Nasera

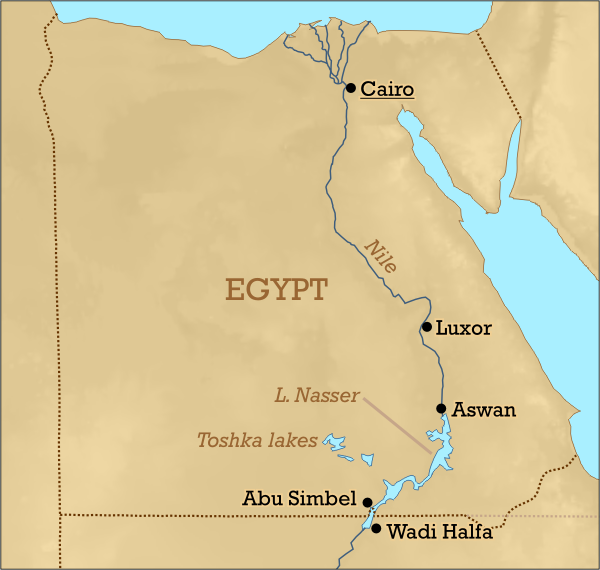
Położenie jeziora Nasera

Jezioro Nasera (Zbiornik Nasera, Jezioro Nubia, ang. Lake Nasser, arab. ‏بحيرة ناصر‎; transliteracja: Buhajrat Nasir) – sztuczny zbiornik zaporowy powstały w wyniku przegrodzenia Nilu Wysoką Tamą Asuańską w 1971 r.
Jest to jedno z największych sztucznych jezior świata: jego powierzchnia wynosi 5250 km², długość 510 km, pojemność całkowita 157 km³, a głębokość sięga 180 m. Ciągnie się ono od Asuanu przez Nubię aż do Wadi Halfa w Sudanie. W 83% znajduje się na terytorium Egiptu i tu nosi imię Gamala Abdel Nasera, w Sudanie (17% całkowitej powierzchni) nazywane jest jeziorem Nubia.
Jego utworzenie pozwoliło uregulować bieg Nilu, zapobiegać powodziom, rozwinąć żeglugę i rybołówstwo oraz produkcję energii elektrycznej. Jednocześnie jednak jego utworzenie spowodowało ewakuację ludności z tych terenów, pola rolników przestały być użyźniane w naturalny sposób. Rolnicy zaczęli więc stosować duże ilości nawozów sztucznych, co znacznie zwiększyło koszty produkcji rolniczej. Nawadnianie pól doprowadziło do znacznego zasolenia gleb. Spowodowało to również zniszczenie wielu stanowisk archeologicznych. Najcenniejsze zabytki z tych terenów (m.in. świątynia Ramzesa II w Abu Simbel) zostały jednak rozłożone na części i przeniesione w inne, bezpieczne miejsca.
W latach 90. XX wieku Husni Mubarak rozpoczął wielkie projekty irygacyjne – doprowadzenie wody z Nilu Kanałem Szajcha Zajida (z największą na świecie stacją pomp Mubarak Pumping Station) do oazy Charga i innych w okolicach jezior Toszka.
Na południowy zachód od Jeziora Nasera znajduje się świątynia Maharraka (Maharraquah).